# Konventionen om blyvitt vid målning
Konventionen om blyvitt vid målning (ILO:s konvention nr 13 angående blyvitt vid målning, Convention concerning the Use of White Lead in Painting) är en konvention som antogs av Internationella arbetsorganisationen (ILO) den 19 november 1921 i Genève. Konventionen förbjuder, med vissa undantag, användandet av blyvitt och sulfat av bly vid målning inomhus. Konventionen består av 15 artiklar.

## Ratificering
Konventionen har ratificerats av 63 länder.